# Curtara esona
Curtara esona är en insektsart som beskrevs av Delong och Freytag 1976. Curtara esona ingår i släktet Curtara och familjen dvärgstritar. Inga underarter finns listade i Catalogue of Life.